# Xanthorhoe emendata
Xanthorhoe emendata är en fjärilsart som beskrevs av Richard F. Pearsall 1914. Xanthorhoe emendata ingår i släktet Xanthorhoe och familjen mätare. Inga underarter finns listade i Catalogue of Life.